# محمد ديبي
المشير محمد إدريس ديبي إتنو  (بالفرنسية: Mahamat Idriss Déby) ومعروف أيضًا باسم محمد ادريس ديبي إتنو عسكري وسياسي تشادي، قائد الحرس الرئاسي التشادي، ورئيس المجلس العسكري الانتقالي  الذي أعلن الجيش عن تشكيله لقيادة البلاد بعد حل الحكومة والبرلمان عُقب وفاة الرئيس إدريس ديبي في 20 أبريل 2021م.
وفي 10 مايو 2024م أعلنت هيئة الانتخابات الحكومية في تشاد فوز الرئيس المؤقت محمد إدريس ديبي إتنو بالانتخابات الرئاسية التي أجريت في 6 مايو بعد حصوله على 61% من أصوات الناخبين.